# BSE Verlag
Der BSE Verlag ist ein deutscher Comicverlag aus Neustadt an der Weinstraße.
Der BSE Verlag wurde im April 1999 von Steffen Boiselle, Ines Svrcina und Clemens Ellert gegründet. Der Verlag ist spezialisiert auf humoristische Comics.

## Comicserien (Auswahl)
- Die Minimädchen
- Hägar der Schreckliche
- Ich, die Sexbombe
- Oliver & Columbine
- Sherman’s Lagoon
- The Fabulous Furry Freak Brothers
- Ungebremst
- Wurzel

## Subverlage
Im gleichen Haus wurde 2007 der Verlag Agiro für pfälzer Regionalliteratur gegründet. 2014 wurde mit Boiselle & Ellert ein Verlag für Comic-Biografien eröffnet.